# Можуи-дус-Кампус

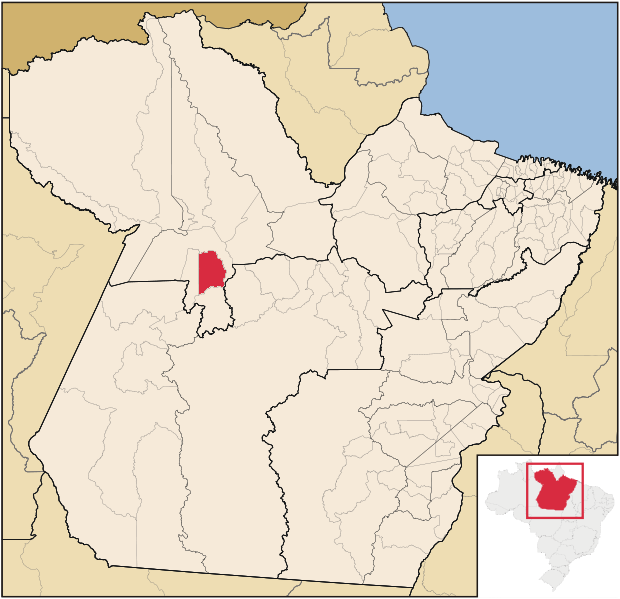
Можуи-дус-Кампус на карте штата.

Можуи-дус-Кампус (порт. 	Mojuí dos Campos) — муниципалитет в Бразилии, входит в штат Пара. Составная часть мезорегиона Байшу-Амазонас. Входит в экономико-статистический микрорегион 	Сантарен. Население составляет 15 341	 человек на 2014 год. Занимает площадь 4988,236 км². Плотность населения — 3,08 чел./км².

## Важнейшие населенные пункты
| № | Населённый пункт     | Населённый пункт (порт.) | Категория | Население чел. (2010) | На карте                       |
| - | -------------------- | ------------------------ | --------- | --------------------- | ------------------------------ |
| 1 | Можуи-дус-Кампус     | Mojuí dos Campos         | город     | 5683                  | 2°41′07″ ю. ш. 54°38′39″ з. д. |
| 2 | Виста-Алегри-ду-Можу | Vista Alegre do Moju     | поселок   | 519                   | 2°57′27″ ю. ш. 54°32′48″ з. д. |
| 3 | Боа-Фе               | Boa Fé                   | поселок   | 163                   | 2°37′27″ ю. ш. 54°40′45″ з. д. |